# Arturo Paoli
Arturo Paoli (Lucca, 1912-2015) foi um padre e missionário italiano, que pertenceu à Congregação dos Pequenos Irmãos de Jesus.

## Biografia
Nasceu no dia 30 de novembro de 1912, em San Martino in Vignale, uma divisão de Lucca, vivendo sua infância e sua adolescência em Lucca. Em seguida, começou a faculdade de Letras de Pisa e graduou pela Universidade Católica de Milão, em 1936.
Ele ganhou, entretanto, a vocação ao sacerdócio, ingressando em 1937, já um adulto, no seminário de sua diocese. Foi ordenado sacerdote em junho de 1940.
Seu ministério sacerdotal não se limita apenas à esfera religiosa, nos anos da Segunda Guerra Mundial, no qual é destacado a participar na Resistência Italiana, a partir de 1943 em diante, em apoio aos judeus contra a perseguição nazista, passa a ser perseguido.

## Depois da guerra
Depois da guerra, desempenha o seu ministério em Lucca, até que, em 1949, é nomeado vice-assistente jovem da Ação Católica na sede nacional em Roma. O arcebispo Giovanni Battista Montini (mais tarde Papa com o nome de Paulo VI), diz: percebemos a grande qualidades intelectuais de Arturo Paoli, mas o seu serviço na Itália depara-se com os métodos e da ideologia do então presidente nacional Louis Jeddah, o braço direito de tentativas de "normalização" de uma associação, dissolvido durante os anos do fascismo, expressando uma animada atividade de carácter político.
No início de 1954, recebeu a ordem de deixar Roma para embarcar como capelão no navio argentino "Corrientes", destinado ao transporte dos emigrantes para aquele pais.

## Torna-se um Pequeno Irmão
Arturo faria apenas duas viagens naquele navio, onde encontrou Jean Saphores, um Pequeno Irmão de Jesus, que residia em Lima. Arturo acompanhou a morte de Jean, e  decidiu ingressar na congregação religiosa inspirada em Charles de Foucauld e fundada por René Voillaume. Durante o período de noviciado, viveu em El Abiodh, Argélia. Naquele período encontrou o seu velho amigo Carlo Carretto, também passou pela liderança da vida religiosa no deserto do Saara.
Após a profissão religiosa, viveu em Oran, onde, nos anos de luta pela libertação da Argélia, desempenhou as funções de responsável de armazém em um depósito do porto, de acordo com o estilo de vida da fraternidade.
Em 1957, foi encarregado de fundar uma nova Fraternidade da Congregação em Bindua, zona de mineração de carvão da Sardenha, onde trabalhou manualmente. Mas o seu retorno à Itália não foi bem visto pelas autoridades vaticanas, que temiam uma radicalização da sua crítica entre poder civil e eclesiástico.

## América do Sul

### Argentina
Ele se mudou para Fortín Olmos, na Argentina, para viver entre os lenhadores (hacheros) que trabalhavam para uma empresa britânica da madeira. Quando a empresa deixou de atuar na área, devido à redução da disponibilidade de quebracho. Arturo organizou uma cooperativa para ajudar os trabalhadores a continuar a viver no local, foi um dos primeiros confrontos com a política e a economia local.
Em 1969, foi escolhido como o superior regional da comunidade latino-americana da Congregação e se mudou para perto de Buenos Aires, onde viviam os noviços da Fraternidade. Lá, na fervorosa atmosfera, posterior ao Concílio Vaticano II, em contato com noviços da Fraternidade incluídos em um bairro de população de baixa renda, esboçou um trabalho sobre a espiritualidade de uma teologia comprometida, a teologia da libertação. Nesse período, publicou o seu segundo livro: Dilogo della liberazione.
Em 1971, mudou-se para Suriyaco, Diocese de La Rioja, uma região semidesértica, muito pobre onde Arturo, além de ajudar a fundar um novo noviciado da Congregação, começou uma forte amizade com o bispo Enrique Angelelli, que seria a voz profética da Igreja, nos anos de ditadura militar na Argentina. Angelelli, do qual se tornou consultor teológico, morre tragicamente em 1976, em um acidente bizarro que permanece ainda envolto em dúvida, dada a ausência de um inquérito que fez luz sobre aquilo que muitos acreditam foi um homicídio.
Na Argentina, o clima político do peronismo afeta Arturo: foi acusado de ser um traficante de armas com o Chile, na época do governo de Salvador Allende. Em 1974 foi incluído em uma lista de pessoas procuradas, um cartaz exibido em toda as ruas de Santiago.

### Venezuela
Em 1974, diante de perseguições contra integrantes de sua Congregação na Argentina, foi transferido para a Venezuela.
Na Venezuela, primeiro viveu em Monte Carmelo, em seguida, na periferia de Caracas, onde produz diversos escritos como: Il presente non basta a nessuno e Il grido della terra.

### Brasil
Em 1983, se muda para o Brasil, que vivia um processo de redemocratização, para residir em São Leopoldo, Rio Grande do Sul, onde desenvolveu um trabalho pastoral com mulheres, inclusive com prostitutas.
Em 1987 se mudou, a pedido de Dom Olívio Aurélio Fazza, para Foz do Iguaçu, onde residiu no bairro de Boa Esperança, onde, atormentado pela condição de extrema pobreza das pessoas do bairro, fundou a comunidade "Associação Fraternidade e Aliança", uma organização de solidariedade que busca dar dignidade à população marginalizada.
Em 1999, foi condecorado pelo embaixador de Israel com a comenda de "Justo entre as nações", por ter salvo a vida de Zvi Yacov Gerstel e a de sua esposa, em 1944.
Em 2000, constituiu a Fundação Charles de Foucauld, voltada especificamente para os jovens do proletariado e do subproletariado do bairro onde residia.
Em 2004, em parceria com o padre Mario De Maio, presidente da Oreundici, iniciou o projeto "Madre Terra": uma fazenda-escola.
Em 2006, recebeu a Medalha de Ouro ao Valor Civil, do presidente da Itália, Carlo Azeglio Ciampi, devido ao grande compromisso para salvar a vida dos perseguidos pelos nazifascistas, particularmente os judeus, durante a Segunda Guerra Mundial.

## Na Itália
Desde os anos 1980 e 90, regularmente ia à Itália, onde se hospedava na sede de sua Congregação, em Spello, e era convidado para ser conferencista sobre temas de espiritualidade e política, em diversas cidades da Itália.
De dezembro de 2006 ele retornou à cidade natal, Lucca.
Em 2011, foi inaugurado o Fundo de Documentação Arturo Paoli, que reunia uma coleção de imagens, vídeos, testemunhos escritos da sua vida, e funcianava na Fundação Banca del Monte di Lucca, na Praça San Martino, em Lucca.
Em 2012, resida na "Casa Beato Charles de Foucauld", em San Martino in Vignale, que é uma residência aberta a grupos e indivíduos que querem experimentar uma jornada pessoal de discernimento nas colinas de Lucca, concedida por Dom Italo Castellani arcebispo de Lucca. Nessa etapa da vida continuava a participar de congressos e encontros, a publicar novos livros, a colaborar com jornais e periódicos, incluindo os Cadernos Mensais da Oreundici.
Em 18 de janeiro de 2014, foi recebido pelo Papa Francisco.